# Дутар
Дута́р (перс. دو تار , узб. dutor, тадж. дутор, від перс. дотар: до «два» «+» тар «струна») — струнний щипковий музичний інструмент, поширений у різних різновидах у багатьох народів і країнах Близького Сходу, Середньої та Центральної Азії, зокрема, у персів, таджиків (дутор), туркменів, узбеків.
Дутар (дутор) складається з корпусу грушоподібної форми, що переходить у довгу шийку з грифом, з 13–20 нав'язнимі, жильними ладами. Має 2 струни (шовкові або кишкові).
Налаштування струн дутару — по квартах, іноді по квінтах.
На основі народного дутару в Узбекистані сконструйовано сімейство оркестрових (дутар, прима, альт, бас та контрабас), яке увійшло до складу узбецького оркестру народних інструментів.

## Джерело-посилання
- Дутар у БСЭ (Велика Радянська Енциклопедія) [Архівовано 14 квітня 2009 у Wayback Machine.] (рос.)